# Susette La Flesche
Susette La Flesche, più tardi Susette LaFlesche Tibbles, chiamata anche Inshata Theumba, che significa Occhi brillanti (Bellevue, 6 gennaio 1854 – Bancroft, 26 maggio 1902), è stata una scrittrice, artista, oratrice, interprete, e attivista per i diritti dei nativi americani statunitense; era nativa americana e artista della tribù Omaha del Nebraska. Era una progressista che si faceva portavoce dei diritti dei nativi americani. Aveva origini Ponca, Iowa, Francesi e Anglo-Americane. Nel 1983 è stata inserita nella Hall of Fame del Nebraska. Nel 1994 è stata inserita nella National Women's Hall of Fame.

## Primi anni e formazione

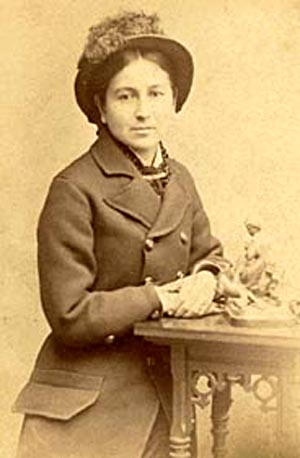

Susette, chiamata anche Inshata Theumba (Occhi brillanti), nacque a Bellevue, in Nebraska, intorno al 1854, primogenita dei cinque figli di Joseph La Flesche e di sua moglie Mary Gale. Joseph era figlio del commerciante francese di pellicce Joseph La Flesche, un ricco immigrato dalla Francia, e di sua moglie Ponca, Waoowinchtcha, secondo quanto riferito da un parente del capo Omaha Big Elk. Dopo alcuni anni di commercio con gli Omaha, mentre lavorava con Peter Sarpy, il più giovane La Flesche venne adottato come figlio dal capo Big Elk. Questi lo nominò successore della sua autorità. La Flesche, noto come “Occhi di ferro”, divenne l'ultimo capo tradizionale degli Omaha.
I La Flesche erano una “famiglia importante, ricca e acculturata” tra gli Omaha. La Flesche e Mary sottolineavano l'importanza dell'istruzione per i loro figli: Louis, Susette, Rosalie, Marguerite e Susan, e "favorivano l'assimilazione". Pensavano che offrisse un futuro migliore per la loro gente. La famiglia La Flesche sosteneva le scuole missionarie e gli insegnanti bianchi per i loro figli.
Come capo, Joseph ebbe una seconda moglie Ta-in-ne (Elizabeth Esau), una donna Omaha, e si sposarono intorno al 1856. L'anno successivo, nel 1857, nacque Francis La Flesche, a cui seguirono altri figli.
Dal 1862 al 1869 Susette frequentò la Presbyterian Mission Boarding Day School nella riserva, dove imparò a leggere, scrivere e parlare in inglese, oltre a cucinare e cucire. Dopo la chiusura della scuola della missione presbiteriana nella riserva, Susette La Flesche frequentò l'Elizabeth Institute for young ladies, una scuola privata di Elizabeth, nel New Jersey, dove fu seguita dalle sorelle minori Marguerite e Susan. Le sue doti di scrittrice furono riconosciute e incoraggiate durante gli anni della scuola. Il New York Tribune pubblicò un suo saggio scritto durante l'ultimo anno di scuola.
Anche i fratelli di Susette diventarono professionisti: Susan LaFlesche Picotte divenne la prima dottoressa nativa americana e fondò il primo ospedale finanziato privatamente in una riserva indiana; e Rosalie La Flesche Farley divenne una manager finanziaria per la nazione Omaha, affittando terreni da pascolo in eccesso rispetto alle esigenze delle singole famiglie. Marguerite LaFlesche Picotte divenne insegnante nella riserva Yankton Sioux, dopo aver sposato Charles Picotte. Il fratellastro Francis LaFlesche divenne etnologo per la Smithsonian Institution, scrivendo sugli Omaha e sugli Osage e facendo registrazioni originali delle loro canzoni tradizionali.

## Carriera
Da giovane Susette La Flesche si interessò alla politica e presto si laureò e imparò a parlare inglese. Inizialmente lavorò come insegnante nella riserva di Omaha. Aveva sempre desiderato diventare un'insegnante e dopo essersi diplomata frequentò l'Elizabeth Institute for Young Ladies nel New Jersey. Dopo essere tornata a casa, iniziò a insegnare, prima nella scuola della missione, poi nella scuola autogovernata della riserva di Omaha. Creò anche una scuola domenicale con il sostegno di William e Julia Hamilton, noti missionari presbiteriani del luogo dal 1855.
Poiché la nonna paterna e lo zio erano Ponca, insieme al padre si recò in Oklahoma per indagare sulle condizioni della tribù dopo il trasferimento forzato dal Nebraska al Territorio Indiano. Il governo statunitense aveva riassegnato la terra dei Ponca in Nebraska alla Great Sioux Reservation.
La Flesche collaborò con Thomas Tibbles, un redattore del World Herald dell'Omaha, per pubblicizzare le cattive condizioni trovate nella riserva meridionale: i Ponca erano stati trasferiti troppo tardi nell'anno per piantare i raccolti, il governo era in ritardo con i rifornimenti e con le infrastrutture e i miglioramenti promessi, e la malaria era endemica nell'area. Quasi un terzo della tribù morì nei primi due anni a causa del viaggio e delle condizioni, tra questi il figlio maggiore del capo Standing Bear. Il capo lasciò il Territorio Indiano con alcuni seguaci per seppellire il figlio nella patria tradizionale del Nebraska. Furono arrestati e confinati a Fort Omaha, per ordine del governo federale. Il servizio di Tibbles sulla prigionia del capo fu determinante per far ottenere a Standing Bear un servizio legale pro bono da parte di due importanti avvocati difensori, tra cui l'avvocato della Union Pacific Railroad. Standing Bear avviò una causa di  habeas corpus contro il governo degli Stati Uniti, contestando i motivi del suo arresto.
Nel 1879 La Flesche fu l'interprete di Orso in Piedi durante la sua causa a Fort Omaha, in Nebraska. Testimoniò anche sulle condizioni della riserva nel Territorio Indiano. Orso in Piedi impugnò con successo l'infondatezza del suo arresto e della sua detenzione, sostenendo davanti alla Corte distrettuale degli Stati Uniti che gli indiani erano persone secondo la legge e avevano tutti i diritti dei cittadini statunitensi. Tibbles assistette e riferì del caso, che ottenne l'attenzione nazionale. Standing Bear v. Crook (1879) fu un caso storico per i diritti civili, in cui il giudice decise che gli indiani avevano alcuni diritti come “persone” e cittadini secondo la Costituzione degli Stati Uniti. Iniziò a prestare servizio come testimone e interprete in altri casi in cui i nativi americani facevano causa al governo degli Stati Uniti. Dopo questo processo, conseguì il nome indiano di “Occhi brillanti” per il suo lavoro di difesa della comunità.
Dopo il processo La Flesche e il fratellastro Francis accompagnarono Orso in piedi e altri in un tour di conferenze negli Stati Uniti orientali, organizzato da Tibbles. Oltre a fare da interprete a turno per Orso in Piedi, Susette La Flesche parlò a titolo personale. Durante il tour, La Flesche e Tibbles testimoniarono anche a Washington nel 1880 davanti a una commissione del Congresso sulla rimozione dei Ponca. La Flesche parlò a favore dei diritti dei nativi americani. Incontrarono importanti scrittori americani, come il poeta Henry Wadsworth Longfellow e la scrittrice Helen Hunt Jackson. Nel 1881 la Jackson pubblicò un libro sul trattamento riservato dagli Stati Uniti ai nativi americani, intitolato A Century of Dishonor (Un secolo di disonore), e nel 1884 il romanzo Ramona, basato sui problemi degli indiani nella California meridionale. Longfellow avrebbe detto della La Flesche: "Potrebbe essere Minnehaha", riferendosi alla leggendaria eroina indiana del suo poema La canzone di Hiawatha.
Nel 1887 La Flesche e Tibbles, ormai sposati, accompagnarono Orso in piedi in un tour di 10 mesi in Inghilterra e Scozia. La Flesche continuò a fungere da interprete del capo. Furono esaminati da molti che volevano saperne di più sulle questioni degli Indiani d'America negli Stati Uniti.
Dopo il loro ritorno in Nebraska, LaFlesche e Tibbles si interessarono al crescente movimento della Ghost Dance e ai problemi delle bande Sioux in rivolta. Nel 1890 si recarono all'Agenzia di Pine Ridge e scrissero delle sue condizioni e del Massacro di Wounded Knee. Questo lavoro fu probabilmente l'apice della carriera giornalistica della LaFlesche. Continuò a pubblicare articoli e rubriche su giornali del Nebraska, tra cui il populista The Independent del marito.

## Matrimonio

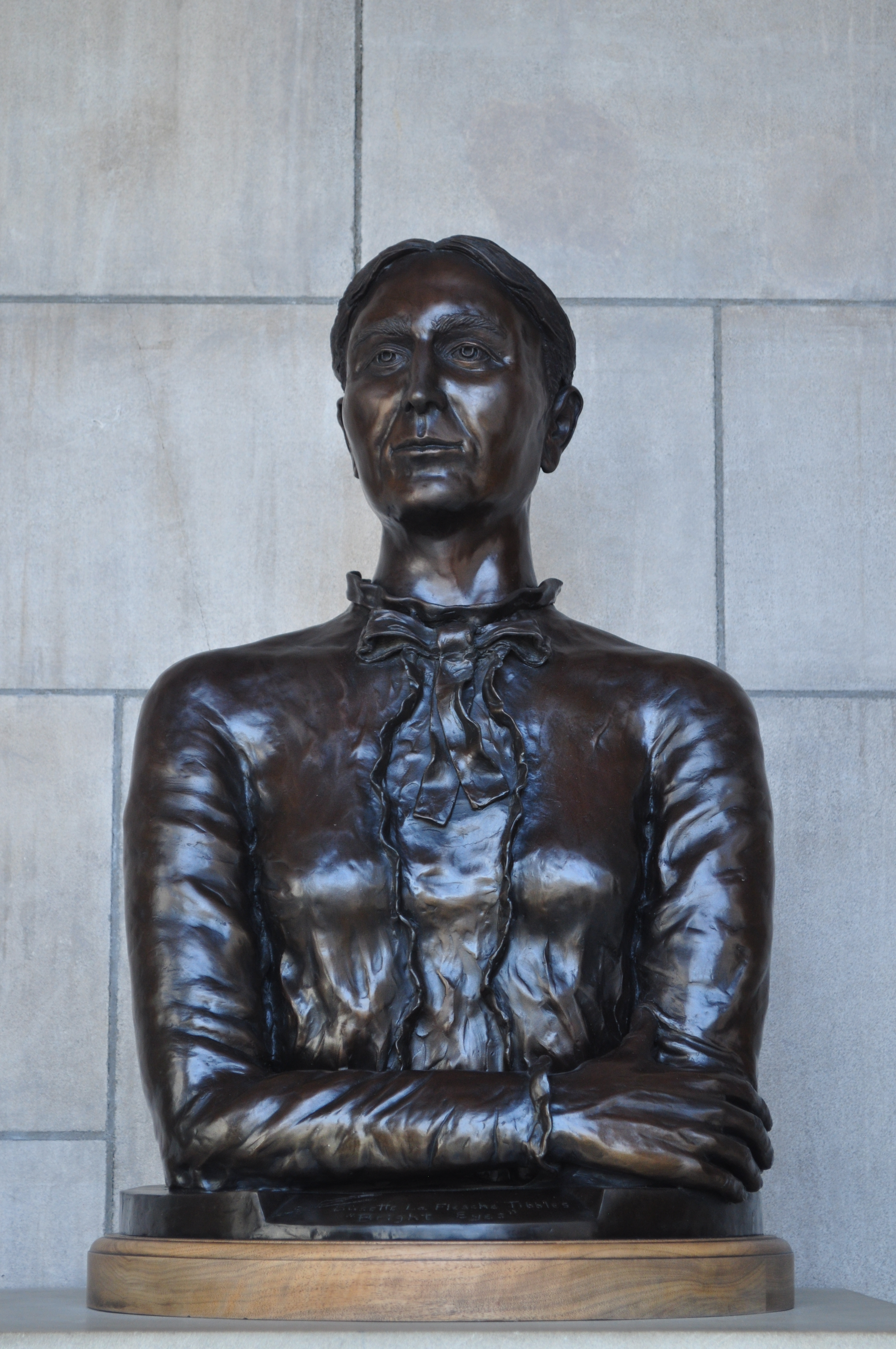
Busto della Pound creato da Deborah S. Wagner-Ashton nel 1984 per la Nebraska Hall of Fame

La Flesche e Thomas Tibbles si sposarono nel luglio 1881, dopo la morte della moglie Amelia Owens. Nei 14 anni successivi la coppia trascorse un periodo a Washington (1893-1895), ma visse per lo più a Bancroft, in Nebraska, tra gli Omaha. Durante la permanenza a Washington, La Flesche scrisse e tenne conferenze su questioni riguardanti i nativi americani. Ad esempio, tenne un discorso all'Association for the Advancement of Women su “La posizione, l'occupazione e la cultura delle donne indiane”.
In Nebraska trascorse il tempo coltivando la terra assegnatale come membro della tribù nella riserva di Omaha e scrivendo. Suo marito gestiva la proprietà del padre. Vissero lì per la maggior parte del tempo, fino alla sua morte, avvenuta il 26 maggio 1903 nella sua casa in Nebraska, all'età di 49 anni.

## Opere letterarie
- “Nedawi: An Indian Story from Real Life” fu pubblicato nella rivista per bambini St. Nicholas nel 1881. Si ritiene che “Nedawi” sia il primo racconto scritto da un Indiano d'America che non sia basato su una leggenda.[16]
- “Omaha Legends and Tent Stories”, “Wide Awake” (1883), in Karen L. Kilcup, ed. Native American Women's Writing c. 1800-1924: An Anthology
- Con Fannie Reed Griffin, Occhi brillanti fu coautrice del libro Oo-mah-ha Ta-wa-tha (1898) e lo illustrò.
- Introduzione al romanzo Ploughed-Under: The Story of an Indian Chief, as Told by Himself (1881), di William Justin Harsha. Illustrò anche il libro, che curò.
- Introduzione a The Ponca Chiefs, di Thomas Tibbles.
- La Flesche scrisse rubriche per l'Omaha World Herald e per il giornale Populista del marito, The Independent.

## Eredità e onorificenze
- 1903 - dopo la sua morte, LaFlesche Tibbles ricevette un encomio al Senato degli Stati Uniti. Riconosciuta e ricordata come la prima donna a parlare della causa dei nativi americani.[17]
- 1983 - in riconoscimento del suo ruolo di portavoce e scrittrice del suo popolo, LaFlesche Tibbles è stata inserita nella Nebraska Hall of Fame.[18]
- 1994 - inserimento nella National Women's Hall of Fame.[19]